# André François Bron de Bailly
Pour les articles homonymes, voir Bron (homonymie).
André François Bron de Bailly, né le 20 novembre 1757 à Vienne dans l'Isère et mort le 18 mai 1847 à Batignolles-Monceau, est un général français de la Révolution et de l'Empire.

## Biographie
Il s'engage le 1er mai 1777, dans le régiment des dragons d'Artois, où il est surnommé le beau Bron. Il n'est encore que sous-lieutenant en 1791, devient lieutenant en 1792, capitaine en 1793, chef d'escadron en l'an II au 24e régiment de chasseurs à cheval, puis chef de brigade et commandant provisoire du 3e dragons. Il est fait sur le champ de bataille colonel titulaire du 3e dragons. En Égypte comme en Italie, Bron fait montre de son courage et le général en chef lui confère le titre de général de brigade le 23 septembre 1800.
Le général Bron, nommé commandeur de la Légion d'honneur, sert successivement en 1806 à l'armée de Naples, dont il commande la cavalerie, puis de 1807 à 1808 à la Grande Armée, et enfin de 1810 à 1812 à l'armée d'Espagne. Le 28 octobre 1811, il est fait prisonnier par les Anglais lors du combat d'Arroyomolinos. Napoléon le fait baron de l'Empire le 1er janvier 1813 alors qu'il est toujours prisonnier. Il ne recouvre sa liberté qu'à la chute de l'Empire en juin 1814 et n'exerce alors plus aucun commandement, rentrant dans la vie civile. Il est admis à la retraite le 4 septembre 1815.
Il meurt le 18 mai 1847, à Batignolles-Monceau, à l'âge de 89 ans. Il est inhumé au cimetière de Montmartre (division 30).
Son nom, déjà gravé sur la pyramide de Khéops, est inscrit sur l'arc de triomphe de l'Étoile, côté sud.

## Armoiries
| Figure | Nom du baron et blasonnement |
| ------ | --- |
|        | Armes du baron André François Bron de Bailly et de l'Empire, décret du 30 juin 1811, lettres patentes du 1er janvier 1813, commandeur de la Légion d'honneur Écartelé au premier d'or au cheval galopant de sable, surmonté d'un comble d'azur à deux étoiles d'or ; au deuxième des barons tirés de l'armée ; au troisième de gueules à l'étendard turc à queue de cheval d'argent, posé en pal ; au quatrième d'argent au lion rampant de gueules. Livrées : les couleurs de l'écu. |